# Botuverá
Botuverá é um município brasileiro do estado de Santa Catarina. Localiza-se a uma latitude 27º11'58" sul e a uma longitude 49º04'29" oeste, estando a uma altitude de 85 metros. Sua população estimada em 2020 foi de 5.322 habitantes.
Possui uma área de 317,86 km².
Botuverá é conhecida nacionalmente por suas cavernas gigantescas. As cavernas são abertas para visitação, sempre acompanhadas de guias, onde os visitantes são orientados acerca da preservação das grutas. Com esse fim, existem áreas da caverna que não podem ser visitadas, por serem muito estreitas e baixas, podendo ser destruídas por descuido.
Este pequeno município foi colonizado por imigrantes lombardos provenientes da província de Bérgamo e também por tiroleses da atual província de Trento (à época da imigração parte do Império Austro-Húngaro. Com os bergamascos surgiu a "Festa Bergamasca", que mistura diversos tipos de apresentações folclóricas, de jazz etc. A festa acontece no dia em que Botuverá foi elevada à categoria de município.

## História

### Origens e povoamento
Como pertence à Mesorregião do Vale do Itajaí (o rio que banha o município é o Itajaí-Mirim), Botuverá é como uma parte desdobrada da colonização de Brusque. Os primeiros habitantes alóctones de suas terras foram os colonizadores que imigraram da Alemanha, e posteriormente certas pessoas que vieram da Lombardia, além de cidadãos que nasceram no Brasil, descendentes de colonizadores portugueses. Todos esses grupos étnicos citados anteriormente passaram a povoar a região da cidade com lentidão, desde meados do século XIX, e em principal no século XX. Ainda, porém, é um município atualmente pouco povoado: na sua área de 303,023 km², a população do município é de 4 864 habitantes.

### Formação administrativa e história recente
Tornou-se município, conforme a Lei nº 821, de 7 de maio de 1962, desmembrando-se de Brusque. Sua instalação ocorreu em 9 de junho do mesmo ano. Até 1 de julho de 1950 Botuverá era denominado Porto Franco.
As principais atividades econômicas do município são a lavoura e o pastoreio, porém, a riqueza das jazidas de minérios que existem em território, é a promessa de um futuro de excelentes perspectivas.

## Infraestrutura e Serviços Públicos

### Comunicações

#### Deserto de Notícias
De acordo com o Atlas da Notícia, mapeamento realizado pelo "Instituto para o Desenvolvimento do Jornalismo" (Projor) com a Agência Brasileira de Jornalismo de Dados "Volt Data Lab", Botuverá seria um Deserto de Notícia, pois inexistem meios de comunicação situados neste município que produzem informação local.